# Focicchia
 Focicchia  là một xã ở tỉnh Haute-Corse trên đảo Corse, Pháp. Xã này có diện tích 7,11 km², dân số năm 1999 là 30 người. Khu vực này có độ cao 654 mét trên mực nước biển.